# 清水屋直次郎
清水屋 直次郎（しみずや なおじろう、生没年不詳）とは江戸時代から明治時代にかけての江戸の地本問屋である。

## 来歴
新両替町一丁目喜兵衛店において弘化から明治期にかけて地本問屋を営業している。地本草紙問屋仮組（新組）の一軒であった。歌川芳虎、歌川国芳、3代目歌川豊国、豊原国周、3代目歌川国重らの錦絵を出版している。なお、同じ版元印を持ち、同時期に活躍した版元に鍵屋清次郎がいるという。

## 作品
- 歌川芳虎 「当世夏景ノ図」 大判3枚続 天保弘化
- 歌川芳虎 「丙午歳生れの子のおしゑ書」 大判 弘化2年
- 歌川国芳 「玉取り」 大判3枚続 嘉永ころ
- 3代目歌川豊国 「小栗判官車街道」 大判3枚続 嘉永6年（1853年）
- 3代目歌川豊国 「三幅対戯場彩色（さんぷくついかぶきのいろどり）」 大判2枚続 安政2年（1855年）
- 豊原国周 「日本橋美人の夕景」 大判3枚続 文久3年（1863年）
- 歌川芳虎 「蒸気車陸道通行之図」 大判3枚続 明治3年（1870年）
- 歌川芳虎 「ポンプ消防之図」 大判3枚続 明治6年（1873年）
- 無款 「川尻駅西郷之本陣」 大判3枚続 明治10年（1877年）
- 3代目歌川国重 「西京土人形細工」